# Buphagus erythrorhynchus
Buphagus erythrorhynchus е вид птица от семейство Buphagidae. Видът е незастрашен от изчезване.

## Разпространение
Разпространен е в Ангола, Ботсвана, Демократична република Конго, Джибути, Еритрея, Етиопия, Кения, Малави, Мозамбик, Намибия, Руанда, Сомалия, Южна Африка, Южен Судан, Свазиленд, Танзания, Уганда, Замбия и Зимбабве.